# گلک (بادغیس)
گلک (به لاتین: Gelak) یک منطقهٔ مسکونی در افغانستان است که در ولایت بادغیس واقع شده‌است.